# EDLUT

EDLUT (Event-Driven LookUp Table) es una aplicación informática para simular redes neuronales de impulsos desarrollada en la Universidad de Granada. Su código fuente fue liberado bajo licencia GNU GPL versión 3.
EDLUT usa un esquema de simulación dirigido por eventos y tablas de búsqueda (lookup tables) para acelerar los cálculos y simular eficientemente grandes redes neuronales
.
Esto permite simular modelos neuronales biológicos detallados

y controlar plataformas externas (tales como brazos robóticos

) en tiempo real.